# Saint-André-d'Hébertot
Saint-André-d'Hébertot är en kommun i departementet Calvados i regionen Normandie i norra Frankrike. Kommunen ligger i kantonen Blangy-le-Château som ligger i arrondissementet Lisieux. År 2022 hade Saint-André-d'Hébertot 450 invånare.

## Befolkningsutveckling
Antalet invånare i kommunen Saint-André-d'Hébertot
Referens:INSEE